# ألبرت غري
ألبرت غري (بالإنجليزية: Albert Grey, 4th Earl Grey) (و. 1851 – 1917 م) هو سياسي، ولاعب كرة قدم بريطاني، ولد في قصر سانت جيمس، كان عضوًا في الحزب الليبرالي، توفي في لندن، عن عمر يناهز 66 عاماً.

## مناصب
تولى منصب حاكم عام كندا (10 ديسمبر 1904–13 أكتوبر 1911)
- عضو برلمان المملكة المتحدة الـ23 (24 نوفمبر 1885–26 يونيو 1886)
- عضو برلمان المملكة المتحدة الـ22 (31 مارس 1880–18 نوفمبر 1885)
- عضو مجلس اللوردات

.

## التعليم
تعلم في كلية الثالوث، كامبريدج، وتعلم في مدرسة هرو
.

## جوائز
حصل على جوائز منها:
- الدكتوراة الفخرية من جامعة لافال (1904)[6]
- قاعة مشاهير كرة القدم الكندية [الإنجليزية]‏
- وسام القديس يوحنا
- وسام الصليب الأكبر من رتبة القديسان ميخائيل وجرجس
- فارس الوسام الفيكتوري الملكي
- فارس الصليب الأعظم لرهبانية الحمام

## روابط خارجية
- ألبرت غري على موقع الموسوعة البريطانية (الإنجليزية)